# Polia trimaculosa
Polia trimaculosa là một loài bướm đêm trong họ Noctuidae.